# Папаруда

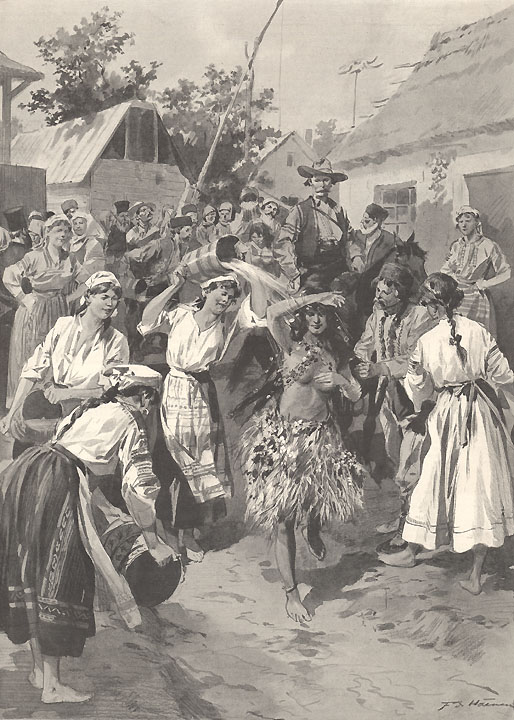
Папаруда в Румунії

Папаруда (рум. paparudă, гаг. пипируда, болг. пеперуда, серб. додола, хорв. prporuse, barbarusa) — обряд викликання дощу язичницького походження у румунів, гагаузів та південних слов'ян, виконуваний навесні і під час сильної посухи. Назва походить від імені слов'янської богині Перперуни (Додола). 
Під час обряду дівчина в спідниці, сплетеної з виноградної лози і тонких гілок, танцює на сільських вулицях, зупиняючись біля кожного будинку, а господарі ллють на неї воду.